# سيطرة الذكاء الاصطناعي
سيطرة «أو استيلاء» الذكاء الاصطناعي هو سيناريو يفترض أن الذكاء الاصطناعي (AI) سيصبح النوع السائد من الذكاء على الأرض، وسيؤدي ذلك إلى سيطرة أجهزة الكمبيوتر أو الروبوتات بشكل فعال على الكوكب بعيدا عن الجنس البشري. السيناريوهات المحتملة تشمل استبدال كامل القوى العاملة البشرية من قبل قوى الذكاء الاصطناعي، وتطبيق الفكرة الشائعة عن انتفاضة الروبوتات المحتملة. بعض الشخصيات العامة مثل ستيفن هوكينج وايلون موسك، دعوا إلى الشروع في التدابير الاحترازية لضمان أن يظل مستقبل الذكاء الاصطناعي والآلات تحت سيطرة الإنسان. ثورات الروبوت كانت الموضوع الرئيسي في الخيال العلمي لعقود عديدة، ولكن على الرغم من ذلك فإن سيناريوهات الخيال العلمي بهذا الشأن هي عموما مختلفة جدا عن تلك التي تثير قلق

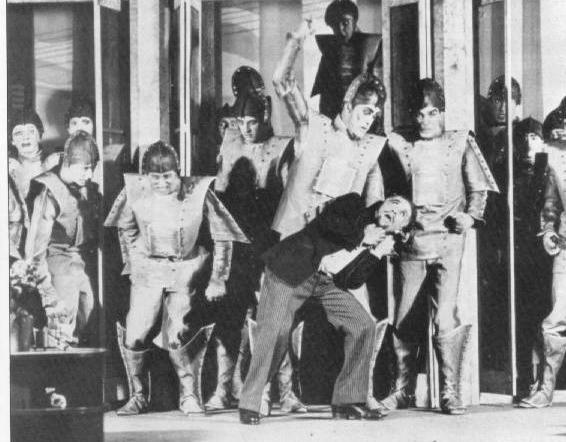
تمرد الروبوتات في R.U.R.، مسرحية في عام 1920.

العلماء.

## الأنواع

### أتمتة الاقتصاد
كان الإجماع التقليدي بين الاقتصاديين أن التقدم التكنولوجي لا يسبب بطالة طويلة الأمد. لكن الابتكارات الحديثة في مجالات الروبوتات والذكاء الاصطناعي أثارت مخاوف من أن العمل البشري سيُلغى، ما يترك الناس في مختلف القطاعات دون وظائف لكسب عيشهم، ويؤدي بالتالي إلى أزمة اقتصادية. يمكن تتوقف أيضًا العديد من الشركات الصغيرة والمتوسطة الحجم عن العمل، إن لم تتمكن من ترخيص أو تحمل تكاليف أحدث تقنيات الذكاء الاصطناعي والروبوتية، وقد يلزم التركيز على المجالات أو الخدمات التي لا يمكن استبدالها بسهولة، للاستمرار بقائها أمام هذه التكنولوجيا.

#### تقنيات قد تحل محل العمال

##### التصنيع المتكامل بالحاسوب
التصنيع المتكامل بالحاسوب هو نهج تصنيع يستخدم أجهزة الحاسوب للتحكم في عملية الإنتاج بأكملها. يسمح هذا التكامل للعمليات الفردية بتبادل المعلومات مع بعضها البعض وبدء العمل. رغم أن التصنيع يمكن أن يكون أسرع وأقل عرضةً للخطأ بفضل تكامل الحواسيب، فإن الميزة الرئيسية هي القدرة على إنشاء عمليات تصنيع آلية. يُستخدم التصنيع المتكامل بالحاسوب في صناعات المركبات، والطيران، والفضاء وبناء السفن.

##### آلات الياقات البيض
شهد القرن الحادي والعشرون استيلاء الآلات جزئيًا على مجموعة متنوعة من المهام المتقنة مثل الترجمة والبحث القانوني وحتى الصحافة منخفضة المستوى. وبدأت الروبتات أيضًا في تنفيذ أعمال الرعاية والترفيه والمهام الأخرى التي تتطلب التعاطف، التي كان يعتقد سابقًا أنها آمنة من الأتمتة.

##### المركبات ذاتية القيادة
المركبة ذاتية القيادة هي مركبة قادرة على استشعار بيئتها والملاحة دون تدخل بشري. طًورت العديد من هذه المركبات، ولكن حتى مايو 2017، لم تكن المركبات الآلية المصرح لها بالسير في الطرقات العامة ذاتية القيادة بالكامل بعد. تتطلب جميعها وجود سائق بشري خلف المقود، يكون جاهزًا في أيّة لحظة للسيطرة على السيارة. تُعد المخاوف من نتائج خسارة الوظائف المرتبطة بالقيادة في صناعة النقل البري، إحدى العقبات الرئيسية التي تعترض اعتماد المركبات ذاتية القيادة على نطاق واسع. في 18 مارس 2018، قُتِل أول إنسان بواسطة سيارة ذاتية القيادة في تيمبي، أريزونا بواسطة سيارة ذاتية القيادة من أوبر.

### الروايات الخيالية
تُعتبر سيطرة الذكاء الاصطناعي موضوعًا شائعًا في الخيال العلمي. تختلف عادةً السيناريوهات الخيالية اختلافًا كبيرًا عن التي يفترضها الباحثون، إذ تتضمن صراعًا نشطًا بين البشر والذكاء الاصطناعي أو روبوتات ذات دوافع شبيهة بالدوافع البشرية تعتبر تهديدًا أو لديها رغبة نشطة في محاربة البشر، بخلاف مخاوف الباحثين من ذكاء اصطناعي يبيد البشر بسرعة كنتيجة ثانوي لمتابعة الأهداف التعسفية. يُعتبر هذا الموضوع بقدم مسرحية آر. يو. آر. لكارل تشابيك على الأقل، التي قدمت كلمة روبوت إلى القاموس العالمي في عام 1921، ويمكن لمحها حتى في  رواية فرانكنشتاين لماري شيلي (المنشورة عام 1818)، عندما يفكر فيكتور فيما، إذا وافق على طلب وحشه وصنع له زوجة، سيتكاثران وسيدمر نوعهم الإنسانية.
تأتي كلمة «روبوت» في آر يو آر من الكلمة التشيكية، robota (روبوتا)، بمعنى العامل أو قن. كانت مسرحية 1920 احتجاجًا على النمو السريع للتكنولوجيا، إذ تضمنت «روبوتات» مصنعة ذات قدرات متزايدة التي تتمرد في النهاية.

## اقرأ أيضا
- محرك الاستدلال